# Molson Coors
Molson Coors Beverage Company est une compagnie créée par la fusion de deux grandes brasseries nord-américaines : Molson du Canada et Coors des États-Unis, le 9 février 2005. 
Le groupe détient des marques comme Coors Light, Miller Lite, Molson Canadian, Carling, Staropramen, Coors Banquet, Blue Moon Belgian White, Blue Moon LightSky, Vizzy, Leinenkugel's Summer Shandy, Creemore Springs, Hop Valley.
Il est coté à la Bourse de New York et à la Bourse de Toronto.
La filiale canadienne de Molson Coors Brewing Company est une partie détenue par Brewers Retail, l'exploitant de la chaîne ontarienne de vente au détail de bières The Beer Store. 
En 2011, c'est le « cinquième brasseur en importance au monde, avec 40 % du marché canadien et 29 % du marché américain ».

## Histoire
Le fait que la compagnie est binationale a incité différentes entités du Canada et des États-Unis à affirmer qu'elle était contrôlée par des intérêts de l'autre pays. Elle est enregistrée aux États-Unis et ses actions sont transigées sur les places boursières des deux pays. Le contrôle de la compagnie est également réparti entre les familles Molson et Coors. Le siège social de la compagnie est présent dans deux villes nord-américaines : Montréal (Québec) et à Denver (Colorado).
En avril 2012, Molson Coors a annoncé qu'elle achètera StarBev pour la somme de 3,5 milliards US$
En septembre 2020, Yuengling annonce une coentreprise avec Molson Coors pour commercialiser ses bières sur la côte Ouest.

## Actionnaires
Liste des principaux actionnaires au 16 février 2022 :
| Actionnaire                            | %        |
| -------------------------------------- | -------- |
| Invesco Canada                         | 49,8 %   |
| Beutel, Goodman & Co                   | 32,4 %   |
| Caisse de dépôt et placement du Québec | 2,05 %   |
| Norges Bank Investment Management      | 0,25 %   |
| en:H. Sanford Riley                    | 0,15 %   |
| en:MFS Investment Management Canada    | 0,054 %  |
| Baskin Financial Services              | 0,029 %  |
| CIBC Asset Management                  | 0,016 %  |
| Geoffrey Molson                        | 0,015 %  |
| Bessemer Investment Management         | 0,0063 % |